# Myrcia saxatilis
Myrcia saxatilis är en myrtenväxtart som först beskrevs av Gerda Jane Hillegonda Amshoff, och fick sitt nu gällande namn av Mcvaugh. Myrcia saxatilis ingår i släktet Myrcia och familjen myrtenväxter. Inga underarter finns listade i Catalogue of Life.